# Adlwang
Adlwang is een gemeente in de Oostenrijkse deelstaat Opper-Oostenrijk, gelegen in het district Steyr-Land. De gemeente heeft ongeveer 1600 inwoners.

## Geografie
Adlwang heeft een oppervlakte van 17 km². De gemeente ligt in het zuidoosten van de deelstaat Opper-Oostenrijk, in het centrum van Oostenrijk. In het zuidoosten ligt de deelstaat Neder-Oostenrijk.

## Geboren
- Michael Mayr (1864-1922), politicus

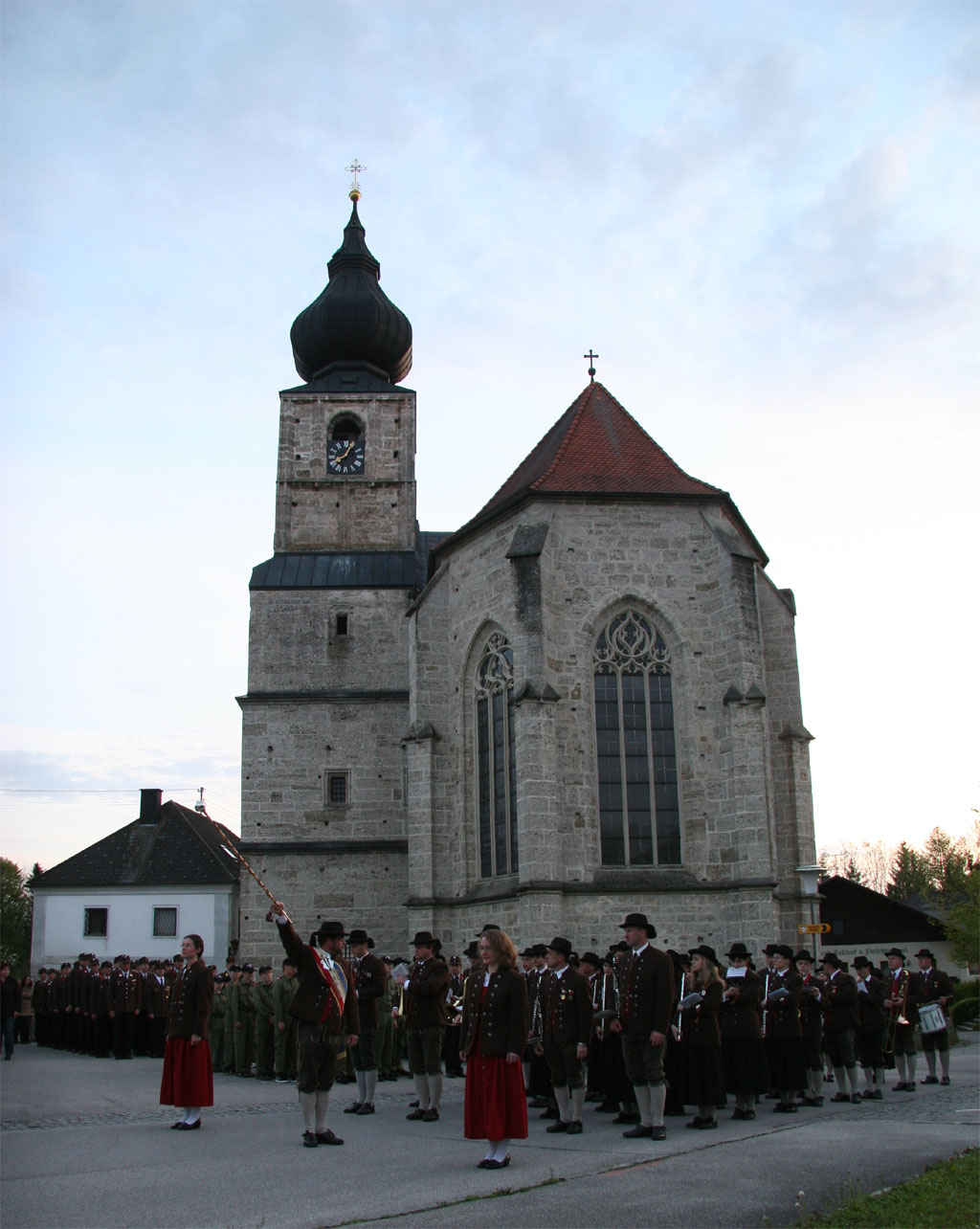
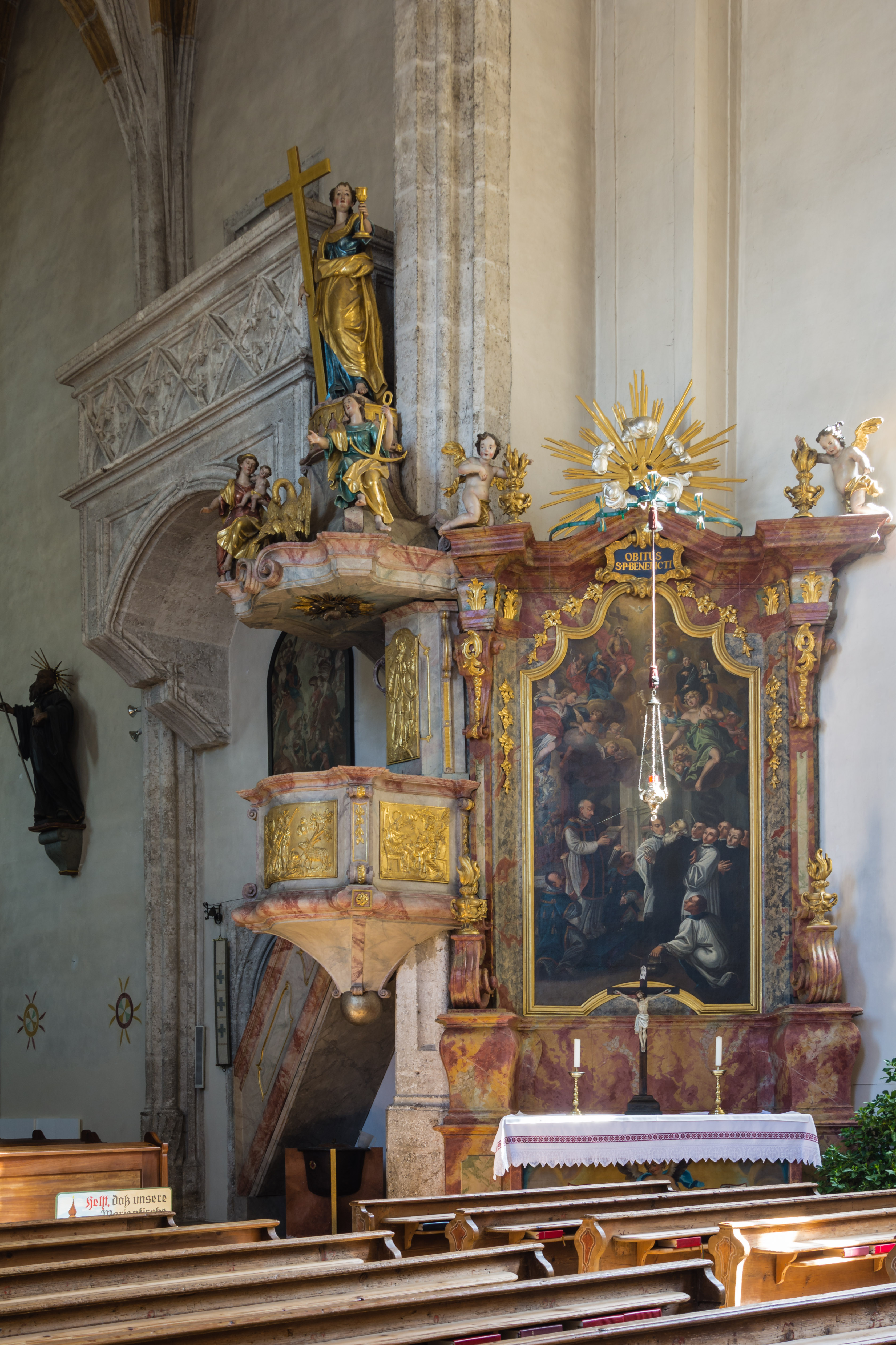
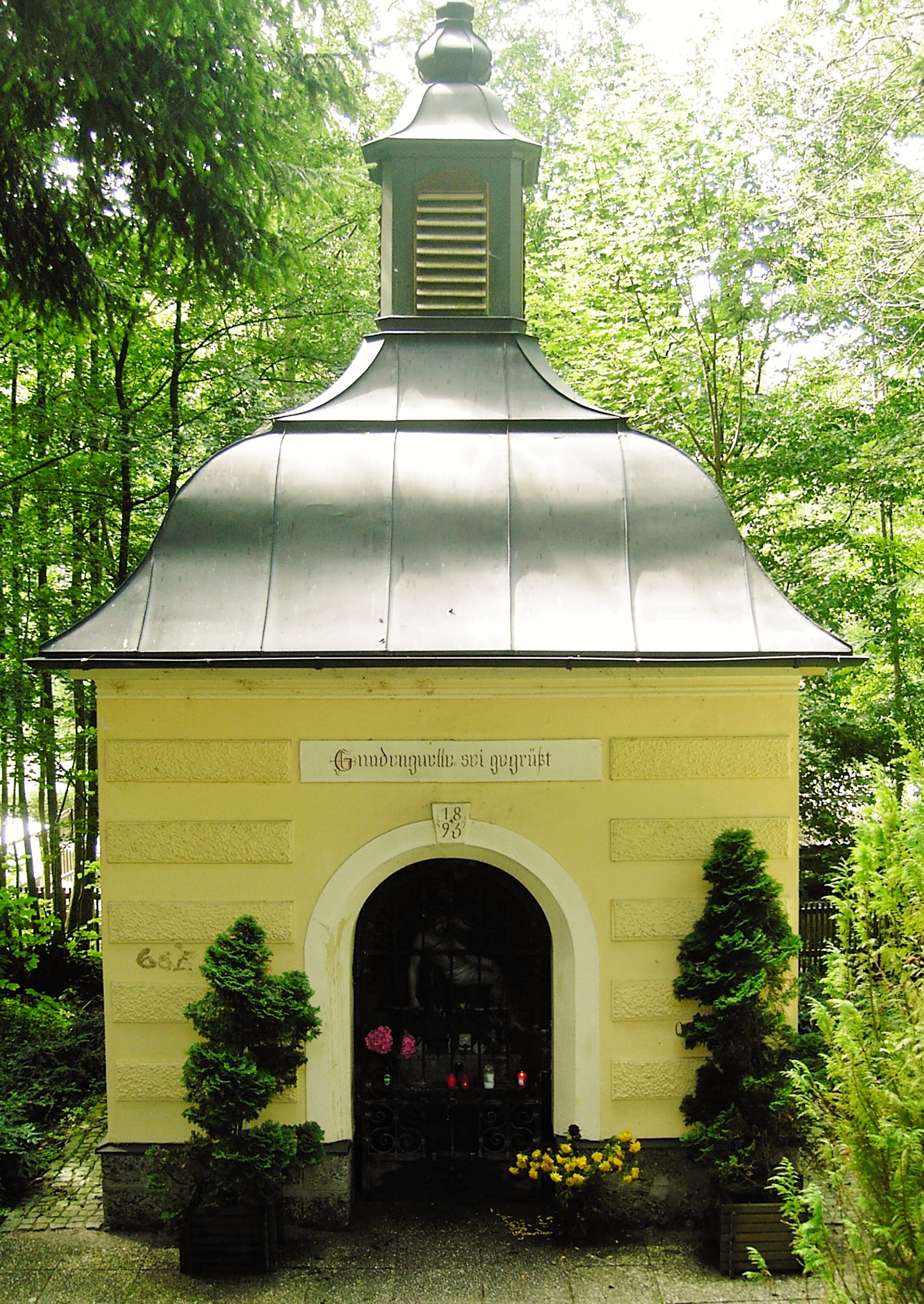
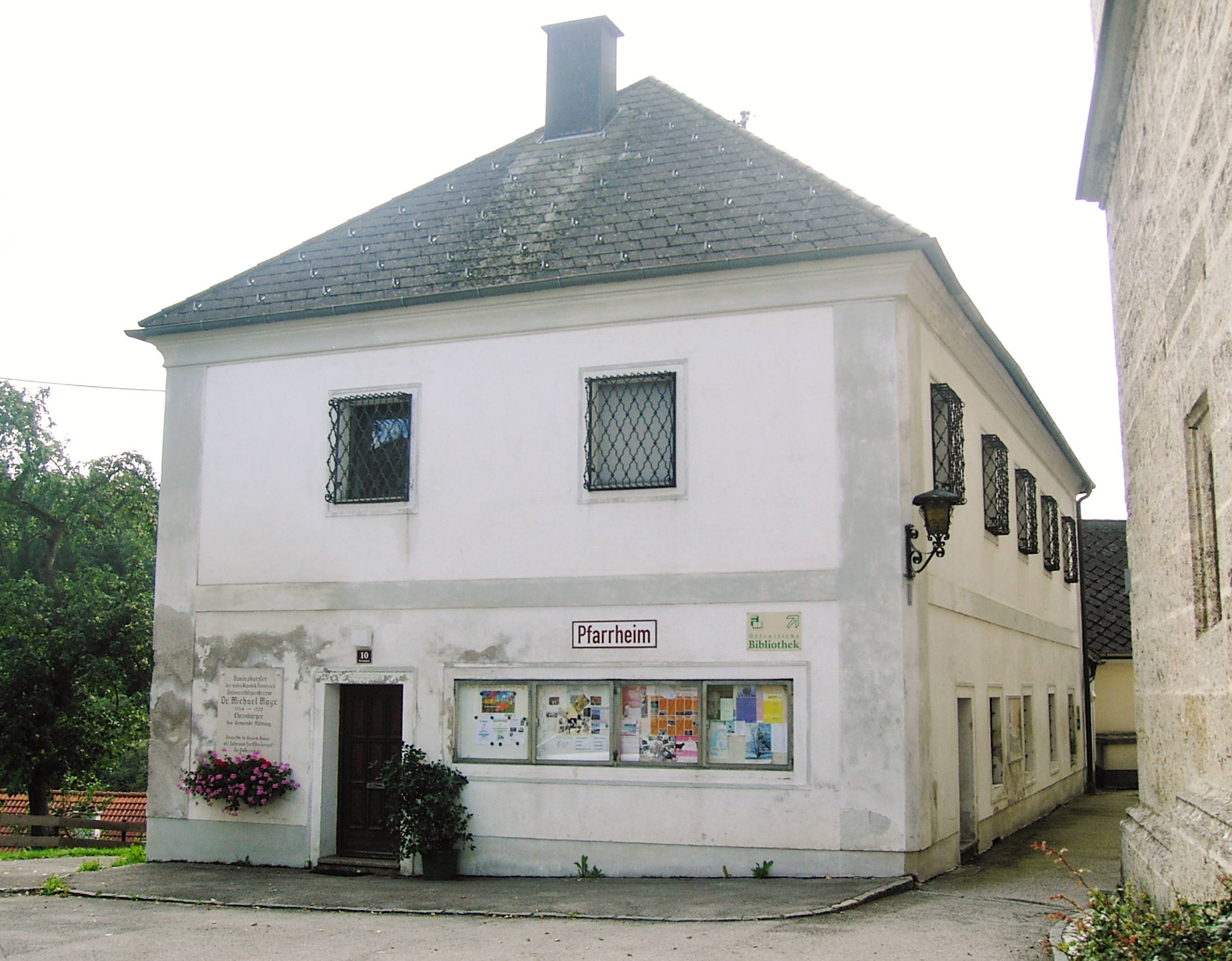

Adlwang · Aschach an der Steyr · Bad Hall · Dietach · Gaflenz · Garsten · Großraming · Laussa · Losenstein · Maria Neustift · Pfarrkirchen bei Bad Hall · Reichraming · Rohr im Kremstal · Schiedlberg · Sierning · St. Ulrich bei Steyr · Ternberg · Waldneukirchen · Weyer · Wolfern
- Gemeinsame Normdatei: 4798849-6
- Virtual International Authority File: 244310612